# Dunningen
Die Gemeinde Dunningen liegt etwa zehn Kilometer nordwestlich von Rottweil im Landkreis Rottweil in Baden-Württemberg.

## Geographie

### Geographische Lage
Dunningen liegt zentral in einem den Landkreis Rottweil von Nord nach Süd durchziehenden Offenlandstreifen, der überwiegend ackerbaulich genutzt wird. Dunningen befindet sich im Bereich des Muschelkalks und damit zwischen den geographischen Landschaftseinheiten Schwarzwald und Schwäbischer Alb. Es gehört noch zum Bereich der Ostabdachung des Mittleren Schwarzwaldes, der im Osten von den Oberen Gäuen abgelöst wird.
Dunningens verkehrsgeographische Lage ist günstig, da die Gemeinde an der B 462, einer wichtigen Verbindungsachse zwischen Rottweil und Schramberg, liegt. So erreicht man die Schweiz in etwa einer Stunde und Österreich in etwa zwei Stunden. Ins nahe gelegene Elsass ist es ebenfalls nicht weit. Nach Stuttgart beträgt die Fahrtzeit etwa eine Stunde, am Bodensee ist man in weniger als einer Stunde. Durch die Ortsteile Seedorf und Lackendorf sowie durch Dunningen selbst fließt die Eschach, ein Nebenfluss des Neckars.

### Nachbargemeinden
Die Gemeinde grenzt im Norden an den Schramberger Stadtteil Waldmössingen, im Osten an den Oberndorfer Stadtteil Beffendorf sowie an Bösingen und Villingendorf, im Süden an das zu Rottweil gehörende Gewann Hochwald, Zimmern ob Rottweil und Eschbronn und im Westen an den Stadtteil Sulgen der Stadt Schramberg.

### Gemeindegliederung
Die Gemeinde Dunningen besteht aus den drei Ortsteilen Dunningen, Seedorf und Lackendorf. Zum Ortsteil Dunningen gehören das Dorf Dunningen, die Weiler Auf der Stampfe und Frohnhof (Berghof), die Höfe Eichhof, Gifizenmoos, Stittholz, Staudenrain und Beckenwäldle und der Wohnplatz Hinterburg. Zu den Ortsteilen Lackendorf und Seedorf gehören jeweils nur die gleichnamigen Dörfer. Im Ortsteil Lackendorf liegt die abgegangene Ortschaft Händelbrunner Hof.

### Schutzgebiete
In Dunningen gibt es zwei Landschaftsschutzgebiete, das Heckengelände zwischen Dunningen und Seedorf und das Heckengelände im Gewand Kaltenberg. Des Weiteren hat Dunningen Anteil am FFH-Gebiet Baar, Eschach und Südostschwarzwald, zu welchem die Eschach im gesamten Gemeindegebiet sowie die Landschaft am Deddenberg gehört.

## Geschichte

### Altertum
Die Anfänge des Dorfes reichen zurück bis zu den Römern. Beweise dafür sind die Funde einer Römerstraße und eines römischen Gutshofes. Außerdem befand sich in der Ortslage des Nachbarortes Waldmössingen das Kastell Waldmössingen. Nach den Römern besiedelten die Alemannen das Gebiet. Mit dem archäologischen Fund zweier Frauengräber (1965/68) im Untergrund der Kirche St. Martin – zumindest eines wurde wohl bewusst in den Bau der um 630/640 errichteten Holzkirche auf dem Areal der heutigen Martinskirche integriert, der frühen urkundlichen Nennung 786, der außerordentlich großen Markung, der Ortsnamensnennung und nicht zuletzt dem Martins-Patrozinium der einen weiten Umkreis umfassenden Mutterpfarrei gilt Dunningen als zentraler Ort der ältesten alemannischen Siedlungsgeschichte.

### Mittelalter
Im Jahre 786 wurde Dunningen in einer Schenkungsurkunde des Grafen Gerold († 799) an das Kloster St. Gallen erstmals urkundlich erwähnt. Dunningen war zunächst ein reichsfreies Dorf mit eigenem Vogt, Schultheiß und Richter. Im Jahr 1435 stellte sich das Reichsdorf als Gebietsort unter den Schutz der Reichsstadt Rottweil.
Die im 11. Jahrhundert erbaute Burg Dunningen ist über die Jahrhunderte abgegangen.

### Neuzeit
1736 und 1786 ereigneten sich im Dorf schwere Brände. 1803 wurde Dunningen durch den Reichsdeputationshauptschluss württembergisch. Bei der Umsetzung der neuen Verwaltungsgliederung im 1806 gegründeten Königreich Württemberg wurde Dunningen dem Landoberamt und 1808 dem neu geschaffenen Oberamt Rottweil zugeordnet. Die Verwaltungsreform während der NS-Zeit in Württemberg führte 1938 zur Zugehörigkeit zum Landkreis Rottweil.
Bei Seedorf bestand während des Zweiten Weltkriegs eine von vierzehn schweren Flugabwehrstellungen am oberen Neckar als Standort der Luftverteidigungszone West.
1945 wurde der Ort Teil der Französischen Besatzungszone und kam somit zum neu gegründeten Land Württemberg-Hohenzollern, welches 1952 im Land Baden-Württemberg aufging. Im Zuge der Gebietsreform in Baden-Württemberg in den 1970er Jahren wurden die Gemeinden Lackendorf am 1. August 1972 und Seedorf am 1. Januar 1974 eingemeindet. Seedorf gehörte früher zur Reichsstadt Rottweil und wurde nach der Mediatisierung im Zuge des Reichsdeputationshauptschlusses dem Oberamt Oberndorf zugeschlagen. Nach dessen Auflösung 1938 fiel der Ort an den Landkreis Rottweil.
Seit dem 1. Mai 1988 gibt es in Dunningen das kulturgeschichtliche Museum im Rathaus.

## Religionen

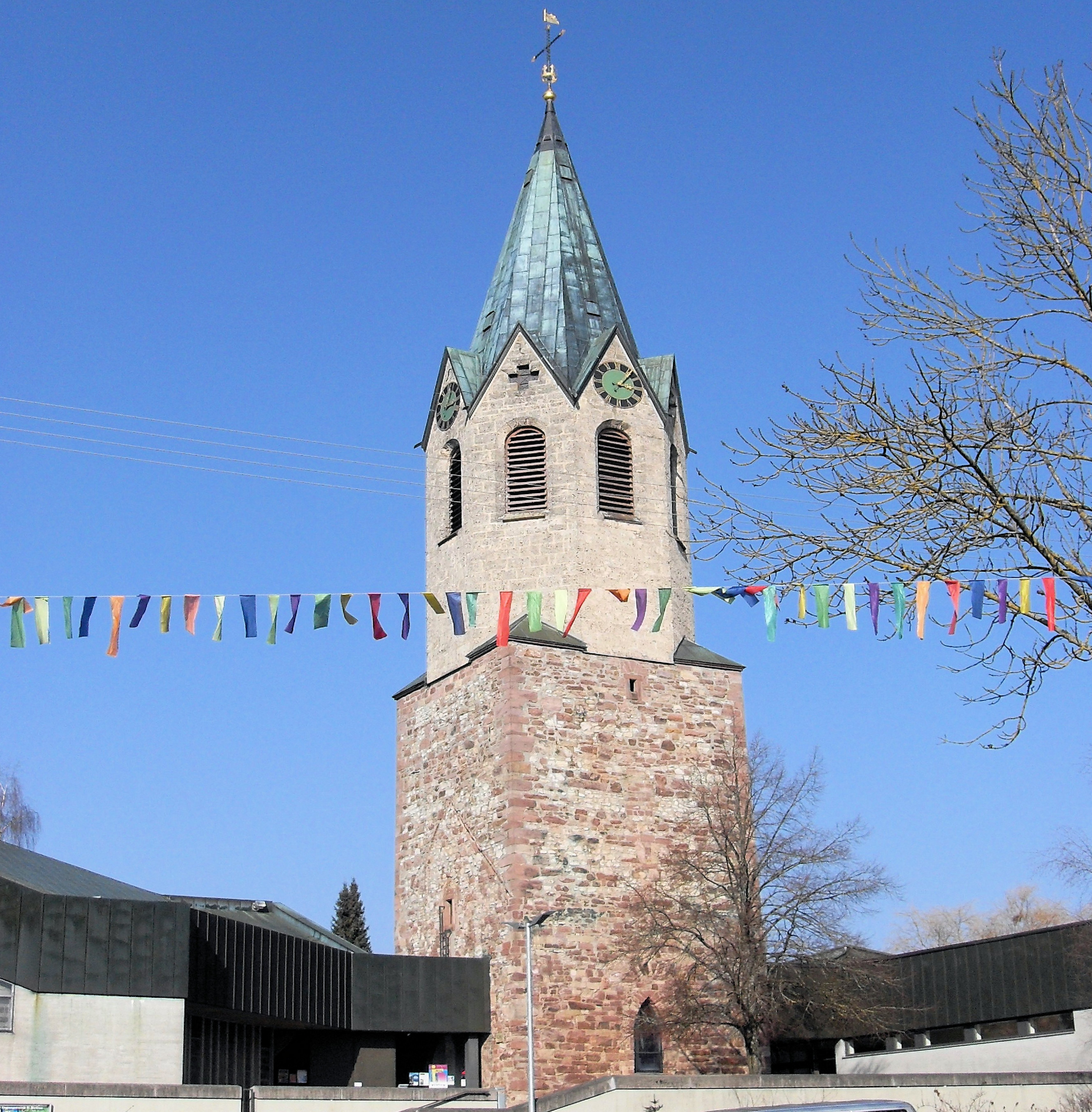
Kirche St. Martin

Auch nach der Reformation blieb Dunningen römisch-katholisch geprägt. So gibt es bis heute mit der Gemeinde St. Martin lediglich ein katholisches Pfarramt. Die protestantischen Gläubigen sind in die evangelische Gemeinde Locherhof in Eschbronn eingepfarrt.

## Politik

### Gemeinderat

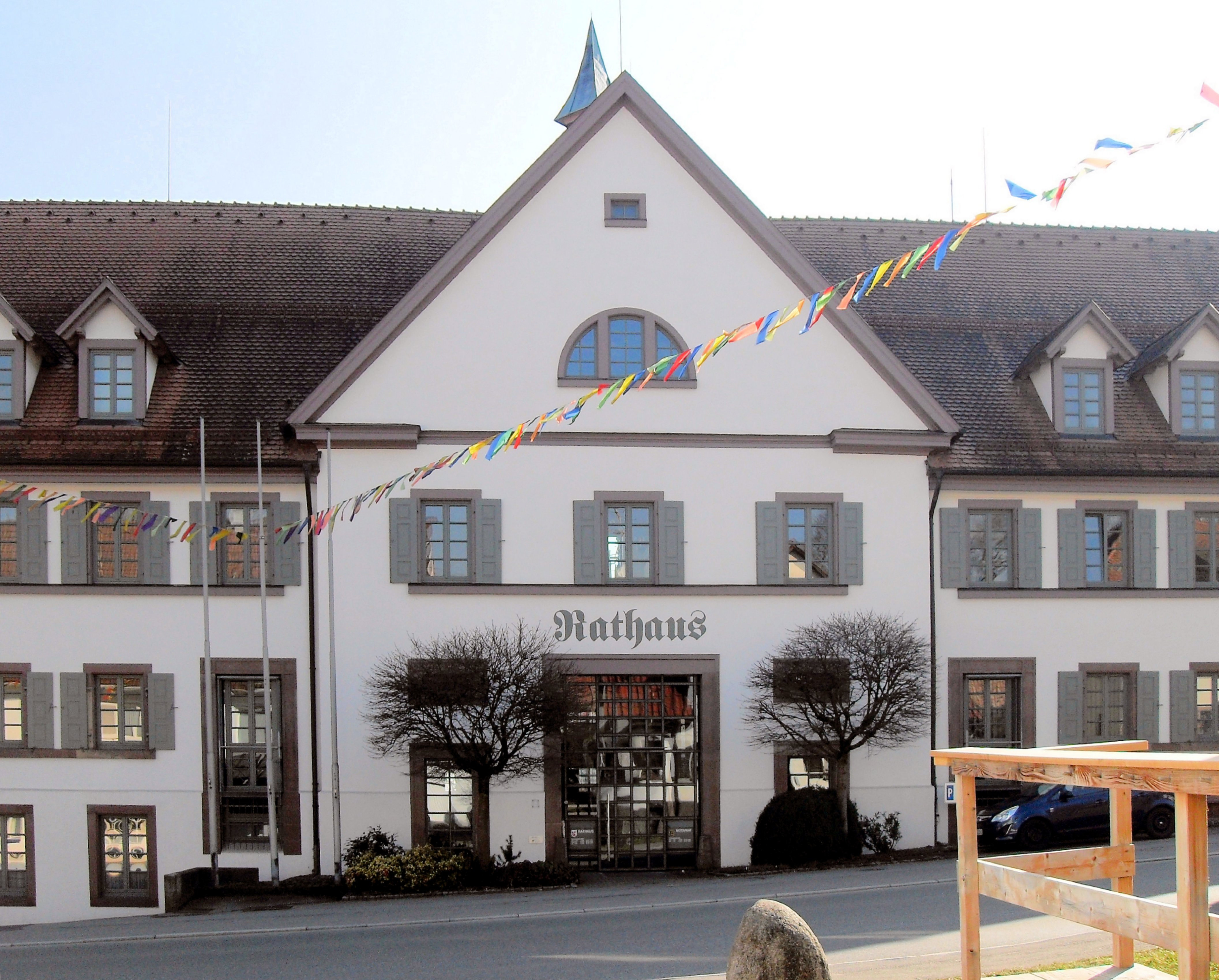
Rathaus Dunningen

In Dunningen wird der Gemeinderat nach dem Verfahren der unechten Teilortswahl gewählt. Dabei kann sich die Zahl der Gemeinderäte durch Überhangmandate verändern. Die Kommunalwahl am 9. Juni 2024 führte zu folgendem Endergebnis. Der Gemeinderat besteht aus den 17 gewählten ehrenamtlichen Gemeinderäten und dem Bürgermeister als Vorsitzendem. Der Bürgermeister ist im Gemeinderat stimmberechtigt.
| Parteien und Wählergemeinschaften | Parteien und Wählergemeinschaften           | % 2024  | Sitze 2024 | % 2019 | Sitze 2019 | Kommunalwahl 2024 %706050403020100 68,54 %23,20 %8,26 % FWCDUSPDGewinne und Verlusteim Vergleich zu 2019 %p 10 8 6 4 2 0 −2 −4 −6+8,64 %p−3,50 %p−5,14 %pFWCDUSPD |
| FL                                | Freie Liste                                 | 68,54   | 12         | 59,9   | 10         | Kommunalwahl 2024 %706050403020100 68,54 %23,20 %8,26 % FWCDUSPDGewinne und Verlusteim Vergleich zu 2019 %p 10 8 6 4 2 0 −2 −4 −6+8,64 %p−3,50 %p−5,14 %pFWCDUSPD |
| CDU                               | Christlich Demokratische Union Deutschlands | 23,20   | 4          | 26,7   | 5          | Kommunalwahl 2024 %706050403020100 68,54 %23,20 %8,26 % FWCDUSPDGewinne und Verlusteim Vergleich zu 2019 %p 10 8 6 4 2 0 −2 −4 −6+8,64 %p−3,50 %p−5,14 %pFWCDUSPD |
| SPD                               | Sozialdemokratische Partei Deutschlands     | 8,26    | 1          | 13,4   | 2          | Kommunalwahl 2024 %706050403020100 68,54 %23,20 %8,26 % FWCDUSPDGewinne und Verlusteim Vergleich zu 2019 %p 10 8 6 4 2 0 −2 −4 −6+8,64 %p−3,50 %p−5,14 %pFWCDUSPD |
| gesamt                            | gesamt                                      | 100,0   | 17         | 100,0  | 17         | Kommunalwahl 2024 %706050403020100 68,54 %23,20 %8,26 % FWCDUSPDGewinne und Verlusteim Vergleich zu 2019 %p 10 8 6 4 2 0 −2 −4 −6+8,64 %p−3,50 %p−5,14 %pFWCDUSPD |
| Wahlbeteiligung                   | Wahlbeteiligung                             | 66,85 % | 66,85 %    | 62,5 % | 62,5 %     | Kommunalwahl 2024 %706050403020100 68,54 %23,20 %8,26 % FWCDUSPDGewinne und Verlusteim Vergleich zu 2019 %p 10 8 6 4 2 0 −2 −4 −6+8,64 %p−3,50 %p−5,14 %pFWCDUSPD |

Für Lackendorf besteht ein eigener Ortschaftsrat.

### Bürgermeister
Im Juli 2014 wurde in Dunningen nach Nicht-Wiederantritt des vier Amtszeiten amtierenden Bürgermeisters Gerhard Winkler ein neuer Bürgermeister gewählt. Im zweiten Wahlgang konnte Stephan Hans Kröger die Wahl mit 39,3 % (944 Stimmen) für sich entscheiden. Die Wahlbeteiligung lag bei 50,2 %.
Nach knapp einem Jahr Krankenstand von Bürgermeister Kröger hat der Gemeinderat am 25. Juli 2016 den bisherigen Hauptamtsleiter der Gemeinde Aichhalden Peter Schumacher zum Amtsverweser der Gemeinde gem. § 48 Abs. 2 Gemeindeordnung Baden-Württemberg gewählt, der sein Amt am 24. August 2016 antrat. Das Landratsamt entließ Kröger mit Wirkung zum 31. Dezember 2016 aus seinem Amt als Bürgermeister. Am 9. April 2017 wurde Peter Schumacher mit 98,91 % der Stimmen zum neuen Bürgermeister Dunningens gewählt. Am 30. März 2025 wurde er mit 98,8 Prozent der Stimmen für eine zweite Amtszeit wiedergewählt.

### Verwaltungsgemeinschaft

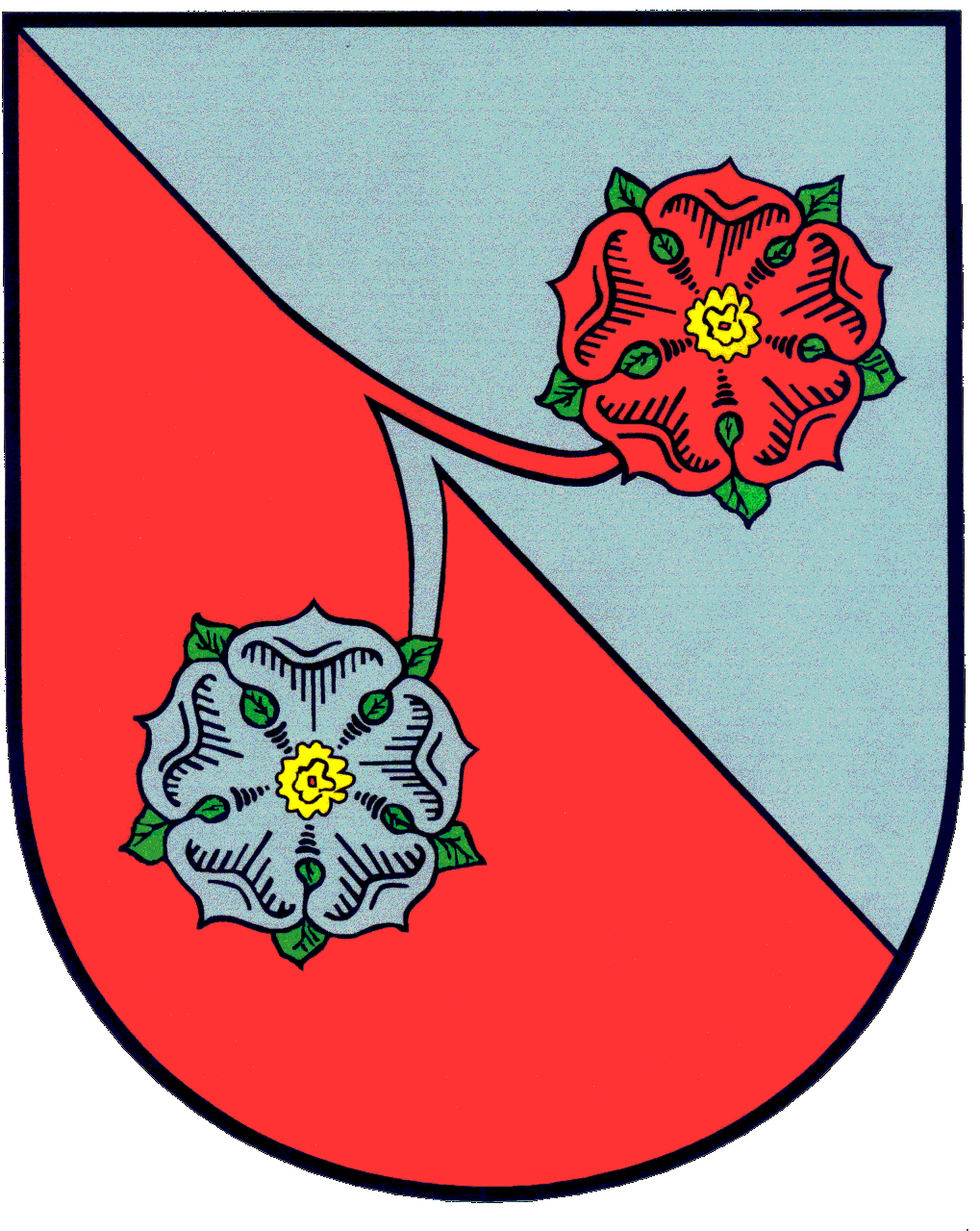
Wappen von Dunningen

Dunningen bildet mit Eschbronn eine Vereinbarte Verwaltungsgemeinschaft.

### Wappen
Blasonierung: In von Silber und Rot schräggeteiltem Schild oben und unten je eine goldbesamte Rose in verwechselten Farben mit grünen Kelchblättern, an einem Stiel aus dem roten und silbernen Feld wachsend.

## Kultur und Sehenswürdigkeiten

### Heimatmuseum
Das Dunninger Heimatmuseum befindet sich im Rathaus:
- Es sind Nachbildungen der Funde archäologischer Grabungen in der St.-Martins-Kirche (1965/66) ausgestellt. Man war auf eine hölzerne Vorgängerkirche mit merowingerzeitlichen Adels- bzw. Stiftergräbern aus dem 5.–6. Jahrhundert gestoßen. Zu sehen sind ein Goldblattkreuz der wohl ersten Christin der Gegend[12] und eine Goldscheibenfibel.[13] Das Goldblattkreuz gehört heute zu den Beständen des Württembergischen Landesmuseums.
- Eine Abteilung ist auch dem klassizistischen Künstler Landolin Ohnmacht (1760–1834) gewidmet. Er lebte und wirkte ab 1803 vor allem in Straßburg. Dort schuf er bedeutende Denkmale berühmter Persönlichkeiten der Stadt und des Umlandes. Sein berühmtestes Werk ist das Bildnis der Frankfurter Bankiersgattin Susette Gontard, die als die Diotima Hölderlins in die Literaturgeschichte einging.[14]
- Im Museum findet sich auch eine Abteilung, die das Leben und Wirken von Jacob Mayer zum Inhalt hat. Er gilt als Begründer der Bochumer Gussstahlindustrie.[15] Dieser hat in den 1840er Jahren ein Verfahren erfunden, wie man Stahl in Formen gießen kann (Stahlformguss). Er fertigte neben Glocken insbesondere Eisenschienen und Räder. Zusammen mit Eduard Kühne gründete er den Bochumer Verein für Bergbau und Gussstahlfabrikation. Sein größter Konkurrent war die Firma Krupp in Essen. Mayer ist 1813 in Dunningen geboren und starb 1875 in Bochum. Dort hat er ein Ehrengrab im Kortumpark.
- Es wird das Leben und das Wirken des SPD-Politikers Emil Maier dargestellt. Er war SPD-Politiker im Kaiserreich und in der Weimarer Republik und hat es bis zum badischen Innenminister gebracht. Kommunalpolitisch hat er insbesondere in Mannheim und Heidelberg gewirkt.

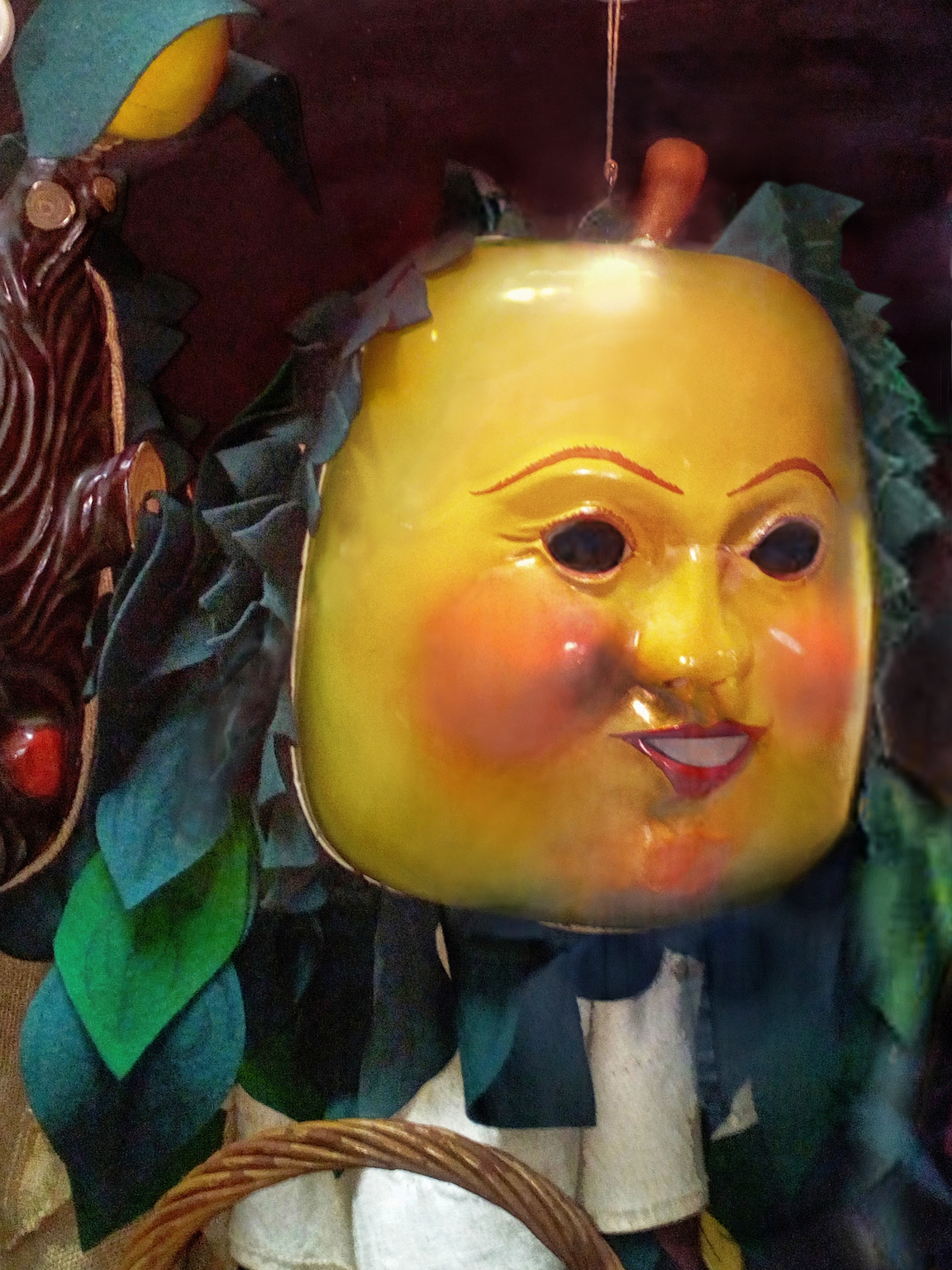
Holzäpfelmaske Erich Hauser, Kunststiftung Erich Hauser, Skulpturenpark

- Holzäpfelmaske des Bildhauers Erich Hauser, der 1964 als ortsansässiger Dunninger in stilprägender und schöpferischer Weise die ersten von Holzbildhauer Hans Maier gefertigten Masken weiterentwickelte. Erich Hauser hat auch den Stil und die Gestaltung der Narrenkleider wesentlich mitbestimmt.

### Regelmäßige Veranstaltungen
Alljährlich findet im Advent das Weihnachtskonzert des Musikverein 1900 Dunningen e. V. statt. Im Wechsel mit dem Ortsteil Seedorf findet jährlich am letzten Juniwochenende ein großes Dorffest statt.
Das Museum im Rathaus ist an jedem ersten Sonntag eines Monats von 14.00 Uhr bis 17.00 Uhr bei freiem Eintritt geöffnet.
Fasnet mit Lichtputzschere am Fasnetssonntag und Besuch der Armen und Kranken am Fasnetsdienstag.

## Wirtschaft und Infrastruktur
Ein wichtiger Arbeitgeber in Dunningen ist das Unternehmen Junghans Microtec. Dieses befindet sich im Besitz der Nürnberger Diehl Gruppe und der französischen Thales Group und ist ein bedeutender Hersteller von Zündern.

### Verkehr
Dunningen ist über die Bundesstraße 462 (Rastatt–Rottweil) an das überregionale Verkehrsnetz angebunden. Seit August 2014 führt diese als Ortsumgehung nördlich am Ort vorbei.
Dunningen liegt im Gebiet des Verkehrsverbunds Schwarzwald-Baar-Heuberg. Mehrere Buslinien bedienen das Gemeindegebiet. Zum etwa 14 km östlich von Dunningen gelegenen Intercity-Bahnhof Rottweil verkehren die Linie 9 des, von der Energieversorgung Rottweil betriebenen, Stadtbusses Rottweil und die Südbadenbus-Linie 7478. Die Linie 7478 verkehrt auch zum 23 km nordwestlich gelegenen Bahnhof Schiltach an der Bahnstrecke Hausach–Schiltach sowie der Bahnstrecke Eutingen im Gäu–Schiltach. Den Ortsteil Seedorf bedient die Südbadenbus-Linie 7477 zum etwa 15 km nordöstlich gelegenen Bahnhof Oberndorf (Neckar), der, wie Rottweil, an der Bahnstrecke Plochingen–Immendingen liegt.
Durch eine Alltagsroute aus dem Radnetz Baden-Württemberg ist Dunningen über Zimmern ob Rottweil mit Rottweil und in der anderen Richtung mit Schramberg verbunden.

### Öffentliche Einrichtungen
In Dunningen befindet sich die Güteprüfstelle der Bundeswehr Oberndorf.

### Bildungseinrichtungen
Die Gemeinde Dunningen verfügt über eine Gemeinschaftsschule (Eschachschule) in Dunningen und eine Grundschule im Ortsteil Seedorf. Gymnasien können in Rottweil und Schramberg besucht werden. In allen drei Ortsteilen besteht ein Gemeindekindergarten, im Kernort außerdem ein Kindergarten in römisch-katholischer Trägerschaft.
Mit dem Dunninger Forum hat die Gemeinde eine weit ins Umland hinein tätige Erwachsenenbildungseinrichtung. Für die Kinder und Jugendlichen besteht eine Musikschule und eine Jugendkunstschule.

### Sport
Sportvereine der Gemeinde sind der FC Dunningen (Fußball), der TSV Dunningen (u. a. Turnen und Handball), der TC Dunningen (Tennis), der TTV Dunningen (Tischtennis), der Schützenverein, die SpVgg Stetten-Lackendorf 1963 e. V., der SV Seedorf und der TTC Seedorf (Tischtennis). Der SV Seedorf ist dabei der mitgliederstärkste Verein der Gesamtgemeinde. Die Vereine bieten zusammen neben Fußball, Turnen und Handball verschiedene Sparten des Freizeitsports (Volleyball, Gymnastik, Badminton und Tanzen) an. Zudem gibt es für die Freunde des Skisport den Skiclub Seedorf e. V., der eine eigene Skihütte, das SCS-Alpenhaus in Braz/Österreich unterhält.

## Persönlichkeiten
- Gottfried Christoph von Zimmern (1524–1570), Domherr in Straßburg und Konstanz
- Landolin Ohmacht (1760–1834), klassizistischer Bildhauer, der vor allem in Straßburg gewirkt hat, Schöpfer der Büste von Diotima, der Geliebten Hölderlins
- Jacob Mayer (1813–1875), Fabrikant und Erfinder des Stahlformgusses, Gründer des Bochumer Vereins für Gussstahlfabrikation
- William Sohmer (1852–1929), Versicherungspionier und Politiker in New York City[18]
- Hugo Sohmer (1854–1913), Klavierfabrikant, gründete 1872 Sohmer & Co. in New York City[19]
- Emil Maier (1876–1932), SPD-Politiker im Großherzogtum Baden und später im Land Baden (ab 1919), 1932 Innenminister in Baden, der die Nationalsozialisten entschlossen bekämpfte
- Walter Straub (1925–1986), Zirkusartist, war mit 238 cm Körperlänge der größte Europäer seiner Zeit
- Erich Hauser (1930–2004), Bildhauer, wohnhaft in Dunningen 1959–1970[20]
- Josef Kuhn (unbekannt), 1. Träger des Bundesverdienstkreuzes in Dunningen[21]
- Ernst Mauch (* 1956), erster nichtamerikanischer Träger des Chinn Awards[22]